# Deputados de Portugal no Parlamento Europeu (2009-2014)
Esta é uma lista dos 22 deputados ao Parlamento Europeu eleitos por Portugal para a sétima legislatura (2009-2014). 
| Na lista do PPD/PSD (Grupo do PPE): 1. Paulo Artur dos Santos Castro de Campos Rangel 2. Carlos Miguel Maximiano de Almeida Coelho 3. Maria da Graça Martins da Silva Carvalho (2009-2014; renunciou ao mandato) 4. Mário Henrique de Almeida Santos David 5. Nuno Alexandre Pisco Pola Teixeira de Jesus 6. Maria do Céu Patrão Neves de Frias Martins 7. Regina Maria Pinto da Fonseca Ramos Bastos 8. José Manuel Ferreira Fernandes 9. Joaquim Maria Reis Catarino Biancard Cruz (2014; em substituição de Graça Carvalho) Na lista do PS (S&D): 1. Vital Martins Moreira 2. Edite de Fátima Santos Marreiros Estrela 3. Luís Manuel Capoulas Santos 4. Elisa Maria da Costa Guimarães Ferreira 5. António Fernando Correia de Campos 6. Luís Paulo de Serpa Alves 7. Ana Maria Rosa Martins Gomes | Na lista do B.E. (GUE/NGL): 1. Miguel Sacadura Cabral Portas (2009-2012; falecido) 2. Marisa Isabel dos Santos Matias 3. Rui Miguel Marcelino Tavares Pereira (2009-2011; passou à condição de independente) 4. Alda Maria Botelho Correia de Sousa (2012-2014; em substituição de Miguel Portas) Na lista da CDU (GUE/NGL): 1. Maria Ilda da Costa Figueiredo (2009-2011; renunciou ao mandato) 2. João Manuel Peixoto Ferreira 3. Inês Cristina Quintas Zuber (2012-2014; em substituição de Ilda Figueiredo) Na lista do CDS-PP (Grupo do PPE): 1. João Nuno Lacerda Teixeira de Melo 2. Diogo Nuno de Gouveia Torres Feio Como independente, após o abandono da delegação do B.E. (Verdes): 1. Rui Miguel Marcelino Tavares Pereira (2011-2014) |

| 1. 2. 3. 4. 5. 6. 7. 8. - Site do Parlamento Europeu |